# Club de Deportes Antofagasta
O Club de Deportes Antofagasta é um clube de futebol chileno com sede na cidade de Antofagasta, que foi fundado em 14 de maio de 1966, após a união de clubes amadores da região. Atualmente disputa a segunda divisão do Campeonato Chileno.

## História

Escudo antigo

### Origem e principais conquistas
O clube foi fundado em 14 de maio de 1966 com o nome de Club de Deportes Antofagasta Portuario, após a união dos clubes amadores Unión Bellavista e Portuario Atacama. Sendo que foi o primeiro time profissional do norte grande do Chile.
Estreou na segunda divisão no mesmo ano sob o comando de Luis Santibañez, futuro técnico da seleção chilena. Dois anos depois, já conseguiu ser campeão dessa categoria, conseguindo uma vaga para a primeira divisão do Chile de 1969. Em 1974, a equipe mudou seu nome para Club Deportes Regional Antofagasta e, em 1980, retirou o "Regional" de seu nome, pois já havia sido criado outro clube profissional na região, O Cobreloa.
Durante toda sua história, os Pumas estiveram sempre alternando entre a primeira e a segunda divisão, sem fazer campanhas de grande destaque na elite chilena, além de ganhar o Torneio Apertura da 2ª Divisão em 1990. Em 2011, o clube ganhou novamente a Primera B e foi promovido para a Primeira Divisão de 2012, de onde ficou até 2022, sendo o maior período em que o clube conseguiu ficar no Campeonato Chileno.

### Período glorioso e Copa Sul-Americana
Durante esse fantástico período, o Antofagasta conseguiu ficar em quarto lugar no Campeonato Chileno de 2018, sendo a melhor campanha do clube em toda sua história. Logo, essa brilhante campanha rendeu uma vaga para a Copa Sul-Americana de 2019, que foi a sua primeira participação em uma competição internacional. Na ocasião, foi eliminado na primeira fase para o Fluminense, após um empate no Maracanã e uma vitória tricolor em Antofagasta.
Também durante esse período, ficou em sexto lugar no Campeonato Chileno em 2020 e 2021, o que também rendeu vaga para a Copa Sul-Americana de 2021 e de 2022. Em 2021, foi eliminado na primeira fase para o Huachipato, já em 2022 foi eliminado na fase de grupos, terminando em terceiro lugar atrás de Atlético Goianiense e Liga de Quito. Nesse mesmo ano, terminou em último lugar no Campeonato Chileno e foi rebaixado para a segunda divisão, onde está até hoje.

## Rivalidades
Seu principal rival é o Cobreloa, que é o clube profissional localizado mais próximo de Antofagasta.

## Títulos
| NACIONAIS | NACIONAIS                        | NACIONAIS | NACIONAIS   |
|           | Competição                       | Títulos   | Temporadas  |
| --------- | -------------------------------- | --------- | ----------- |
| Chile     | Campeonato Chileno da 2ª Divisão | 2         | 1968 e 2011 |
| Chile     | Torneio Apertura da 2ª Divisão   | 1         | 1990        |

## Sedes e Estádios

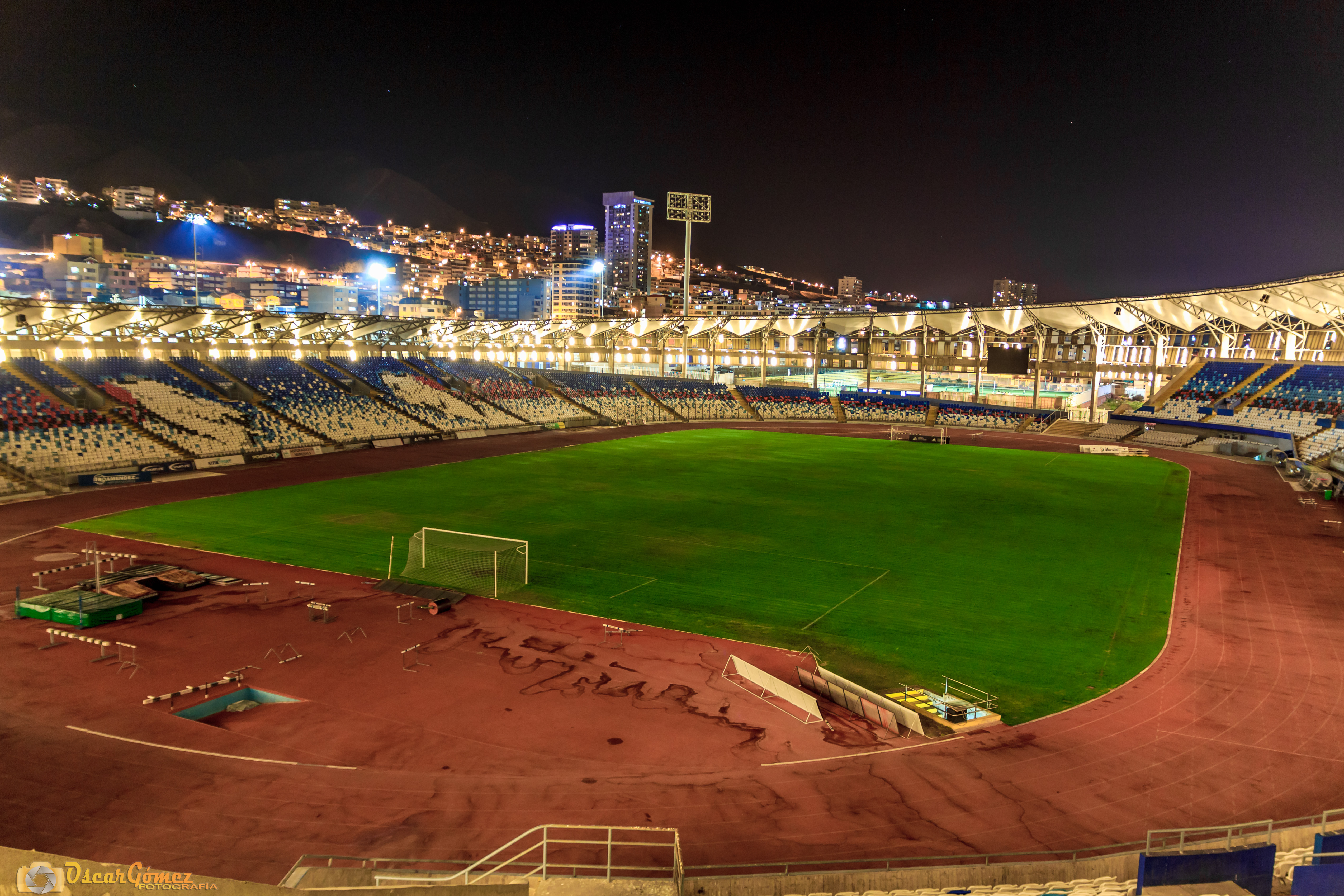
Vista interna do Estádio Regional de Antofagasta.

### Regional de Antofagasta
O clube manda seus jogos no Estádio Regional de Antofagasta, também conhecido como "Calvo y Bascuñán", que fica na cidade de Antofagasta. O recinto foi inaugurado em 1964 e passou por um amplo processo de modernização em 2013 para ser uma das sedes da Copa América de 2015, tendo capacidade atual para 21.000 pessoas.